# دوريان مارين
دوريان مارين (بالرومانية: Dorian Marin)‏ هو لاعب كرة قدم ومدرب كرة قدم روماني، ولد في 18 يونيو 1960 في Sascut ‏ في رومانيا. لعب مع نادي الملك فيصل.

## روابط خارجية
- دوريان مارين على موقع قاعدة بيانات كرة القدم.إي يو (الإنجليزية)